# 페르퇴드

에스테르하저

페르퇴드(헝가리어: Fertőd)는 헝가리 죄르모숀쇼프론주 쇼프론구에 있는 마을이다. 페르퇴드는 1950년 에스테르하저(Eszterháza) 마을과 쉬퇴르(Süttör) 마을이 통합되면서 형성되었다.
헝가리에서 가장 유명한 궁전 중 하나인 에스테르하저가 있는 곳으로, 영향력 있는 에스테르하지 가문의 니콜라우스 에스테르하지가 1760년대에 지었다.
니콜라우스 4세 에스테르하지 왕자(†1920년), 그의 아내 마르기트(†1910년), 아들 안톤(†1944년)과 다른 가족들은 에스테르하지 궁전에서 북동쪽으로 약 2km 떨어진 작은 공원에 위치한 페르퇴드의 에스테르하지 가족 묘지에 묻혔다.